# بحران قانون اساسی مغولستان (۲۰۱۹)
بحران قانون اساسی مغولستان (به انگلیسی: 2019 Mongolian constitutional crisis) هنگامی آغاز شد که در تاریخ ۲۷ مارس ۲۰۱۹ یک قانون بی‌سابقه در شورای امنیت ملی مغولستان تصویب شد که توصیه کرد قضات، دادستان‌ها و رئیس آژانس مبارزه با فساد اداری از مقام خود عزل شوند این قانون توسط رئیس‌جمهور خالتما بتولغا پیشنهاد شد و توسط حزب خلق مغولستان به تصویب رسید که ۶۵ کرسی از ۷۶کرسی، اکثریت مجلس را در دست دارد. حزب دموکرات (مغولستان) که اپوزیسیون و همچنین اقلیت پارلمانی محسوب می‌شود و تعدادی از اعضای قبلی مجلس و وکلای برجسته به تصویب این قانون انتقاد کردند که درقانون اساسی مغولستان باعث اختلاف میان قوه مقننه، قوه اجرایی و قوه قضاییه شده و دموکراسی در مغولستان را تهدید می‌کند.

## پیشینه
حزب مردم مغولستان در انتخابات ۲۰۱۶ با اکثریت ۶۵ کرسی از ۷۶ به پیروزی دست یافت. در نوامبر ۲۰۱۸، نخست‌وزیر خورلسوخ اوخناع پس از یک رسوایی مالی در سال ۲۰۱۸ از رای عدم اعتماد جان سالم به در برد. طرفداران خورلسوخ اوخناع در مجلس در نهایت از عزل سخنگوی پارلمان که با تصویب یک قانون دوفوریتی پیشنهاد شده توسط رئیس‌جمهور بتولغا صورت گرفته بود جلوگیری کردند، خورلسوخ اوخناع وعده داده‌است که یک پاکسازی وسیع را در دولت آغاز خواهد کرد. نخست‌وزیر از حمایت گسترده مردم و همچنین رسانه‌های اجتماعی برخوردار است. قوه قضائیه به عنوان تنها بخش باقی مانده دولت شناخته شده‌است که تهدیدی برای خورلسوخ اوخناع و رئیس‌جمهور بتولغا بود. دادستان کل که یک منتقد صریح از نمایندگان مجلس است با یک رسوایی مالی درگیر است.